# Enrique Maya Miranda
Enrique Maya Miranda (Montevideo, 1960) és un polític navarrès que ha desenvolupat la seva tasca política a Navarra. És alcalde de Pamplona per Navarra Suma des de 2019, alhora que també ho fou per la Unió del Poble Navarrès entre el 2011 i el 2015.

## Biografia
Va néixer en Montevideo a 1960, encara que resideix a Pamplona des dels 4 anys. Arquitecte de professió, està casat i és pare de dos fills. L'any 1989 va començar a treballar com a funcionari municipal quan va accedir com a arquitecte de l'Oficina de Rehabilitació Municipal. Va ocupar el càrrec de director de l'àrea d'Urbanisme i Habitatge, i de la Gerència d'Urbanisme de l'Ajuntament de Pamplona. No està afiliat a cap partit polític, encara que en les eleccions municipals de 2011 va encapçalar la candidatura d'Unió del Poble Navarrès (UPN) a l'Ajuntament de Pamplona i després d'aconseguir aquest partit 11 dels 27 regidors amb què explica el consistori, va aconseguir l'alcaldia pamplonesa amb 13 vots, els de UPN i PP i l'abstenció del PSN-PSOE, mentre que l'altra candidata Uxue Barkos (NaBai) va aconseguir 11 vots, els de NaBai, Bildu i Izquierda-Ezkerra.

### Arquitecte en el sector públic (1984-2010)
Enrique Maya accedeix a la plaça d'arquitecte municipal de l'Ajuntament de Tafalla el 1984, i va romandre en aquest destí fins a 1989. En aquest any, passa a exercir un càrrec semblant en l'Ajuntament de Pamplona.
Al principi, comença la seva labor com a arquitecte en l'Oficina Municipal de Rehabilitació de l'Ajuntament de Pamplona, on dirigeix diferents treballs al Nucli Antic de la ciutat, sent director-coordinador dels treballs de redacció del Pla Especial de Protecció i Reforma Interior del Nucli Antic de Pamplona.
Des de 1999, Enrique Maya passa a dirigir l'àrea d'Urbanisme i Habitatge de l'Ajuntament de Pamplona, càrrec que compatibilitza des de l'any 2003 amb el de gerent d'urbanisme.
Aquest treball li ha permès conèixer detalladament i impulsar les actuacions urbanístiques desenvolupades a Pamplona en els últims dotze anys. Entre unes altres cal citar la redacció del Pla Municipal i la seva posterior gestió, en la qual s'han executat plans com l'ordenació del nord de Pamplona (San Jorge, Santa Engracia, Arrotxapea, Txantrea, Ezkaba, etc.), el bord sud-est (Arrosadia-Lezkairu), l'impuls dels Planes Especials del Nucli Antic i dels Eixamples o actuacions com Iturrama Nuevo i el suport a la tramitació del Pla Sectorial Camí de Santiago (PSIS de l'AVE).
Maya també ha participat activament en la redacció de plans urbanístics en diferents localitats navarreses. Entre uns altres, la Revisió de les Normes Subsidiàries de Viana, el Pla Especial del Centre Històric de Viana, el Pla Municipal de l'Eguesibar i el Pla Municipal de San Martín de Unx. Va participar també en el planejament i gestió del Pla Municipal de Tafalla.

### Ensenyament universitari (1985-2010)
Enrique Maya ha estat vinculat al món docent des de la finalització dels seus estudis. En 1984 és nomenat Professor Ajudant a l'Escola d'Arquitectura de la Universitat de Navarra fins a 1992, any en què es va doctorar amb la qualificació cum laude, i des de llavors és Professor Adjunt.
La seva labor docent li ha aportat coneixements i una gran experiència, sobretot en matèria de Rehabilitació Urbana, i li ha permès participar en nombrosos cursos, congressos i publicacions. Entre els treballs de recerca en els quals ha participat destaca l'"Avaluació d'obres i costos en la rehabilitació d'habitatges per a usuaris majors que viuen sols. Nucli Antic (1998-1999) i Segon Eixample (1999-2000) de Pamplona", que en aquest moment és de gran actualitat per la seva relació amb l'accessibilitat.

### Designació com a candidat a l'alcaldia de Pamplona (des de 2011)
El Consell Polític d'Unió del Poble Navarrès va aprovar el 14 de gener de 2011 la designació d'Enrique Maya com a cap de llista de la candidatura del partit per a l'Alcaldia de Pamplona.

## Publicacions
Entre les publicacions i ponències d'Enrique Maya, destaquen les referides a Pamplona. Els seus principals treballs són: 
- La parcela gótica. Rehabilitar el cerramiento
- Rehabilitación estructural de centros históricos
- Centro Histórico de Pamplona. Muralla y Glamour
- Rehabilitar el Centro Histórico desde la periferia
- Rehabilitación y Conservación de Centros Históricos
- Planificación y Gestión del Centro Histórico de Pamplona
- La experiencia de rehabilitación en el Casco Antiguo de Pamplona
- Los planes de rehabilitación de cascos urbanos
- El ejemplo de Pamplona o, muy recientemente
- La muralla verde, dentro del ciclo Pasado, presente y futuro de las fortificaciones de Pamplona.